# 6e étape du Tour d'Espagne 2016
La 6e étape du Tour d'Espagne 2016 s'est déroulée le jeudi 25 août 2016, entre Monforte de Lemos et Ribeira Sacra (es).

## Résultats

### Classement de l'étape
| \| Classement de l'étape \| Classement de l'étape \| Classement de l'étape \| Classement de l'étape \| Classement de l'étape \| \| Coureur \| Coureur \| Pays \| Équipe \| Temps \| \| --------------------- \| --------------------- \| --------------------- \| --------------------- \| --------------------- \| \| 1er \| Simon Yates \| Royaume-Uni \| Orica-BikeExchange \| 4 h 05 min 00 s \| \| 2e \| Luis León Sánchez \| Espagne \| Astana \| + 20 s \| \| 3e \| Fabio Felline \| Italie \| Trek-Segafredo \| + 22 s \| |                   |             |                    |                 |
| |                   |             |                    |                 |
| Source : ProCyclingStats |                   |             |                    |                 |
| Classement de l'étape |                   |             |                    |                 |
| Coureur | Coureur           | Pays        | Équipe             | Temps           |
| 1er | Simon Yates       | Royaume-Uni | Orica-BikeExchange | 4 h 05 min 00 s |
| 2e | Luis León Sánchez | Espagne     | Astana             | + 20 s          |
| 3e | Fabio Felline     | Italie      | Trek-Segafredo     | + 22 s          |

### Classement général
| \| Classement général \| Classement général \| Classement général \| Classement général \| Classement général \| \| Coureur \| Coureur \| Pays \| Équipe \| Temps \| \| ------------------ \| ------------------ \| ------------------ \| ------------------ \| ------------------ \| \| 1er \| Darwin Atapuma \| Colombie \| BMC Racing Team \| 21 h 45 min 21 s \| \| 2e \| Alejandro Valverde \| Espagne \| Movistar Team \| + 28 s \| \| 3e \| Christopher Froome \| Royaume-Uni \| Team Sky \| + 32 s \| |                    |             |                 |                  |
| |                    |             |                 |                  |
| Source : ProCyclingStats |                    |             |                 |                  |
| Classement général |                    |             |                 |                  |
| Coureur | Coureur            | Pays        | Équipe          | Temps            |
| 1er | Darwin Atapuma     | Colombie    | BMC Racing Team | 21 h 45 min 21 s |
| 2e | Alejandro Valverde | Espagne     | Movistar Team   | + 28 s           |
| 3e | Christopher Froome | Royaume-Uni | Team Sky        | + 32 s           |